# Gare d'Erquelinnes
Ne doit pas être confondu avec Gare d'Erquelinnes-Village.
La gare d'Erquelinnes est une gare ferroviaire belge de la ligne 130A, de Charleroi à Erquelinnes (frontière), située à proximité du centre-ville d'Erquelinnes dans la province de Hainaut en Région wallonne.
Elle est mise en service en 1853 par la Compagnie du chemin de fer de Charleroi à la frontière de France avant d'être reprise par la Compagnie du Nord - Belge en 1854. C'est une gare, sans guichet, de la Société nationale des chemins de fer belges (SNCB) desservie par des trains du réseau suburbain de Charleroi (trains S).
Le bâtiment de la gare est fermé. La SNCB a proposé de vendre la station à la commune, ce que la ville a refusé.

## Situation ferroviaire
Établie à 127 mètres d'altitude, la gare frontière d'Erquelinnes est située au point kilométrique (PK) 29,10 de la ligne 130A, de Charleroi à Erquelinnes (frontière), entre les gares d'Erquelinnes-Village (Belgique) et de Jeumont (France). La frontière franco-belge est au PK 29,70 de la ligne et au PK 239,708 de la ligne française de Creil à Jeumont. C'était également une gare de bifurcation, aboutissement de la ligne 108, de Haine-Saint-Pierre à Erquelinnes (partiellement déclassée : aujourd'hui ligne de La Louvière-Sud à Binche).

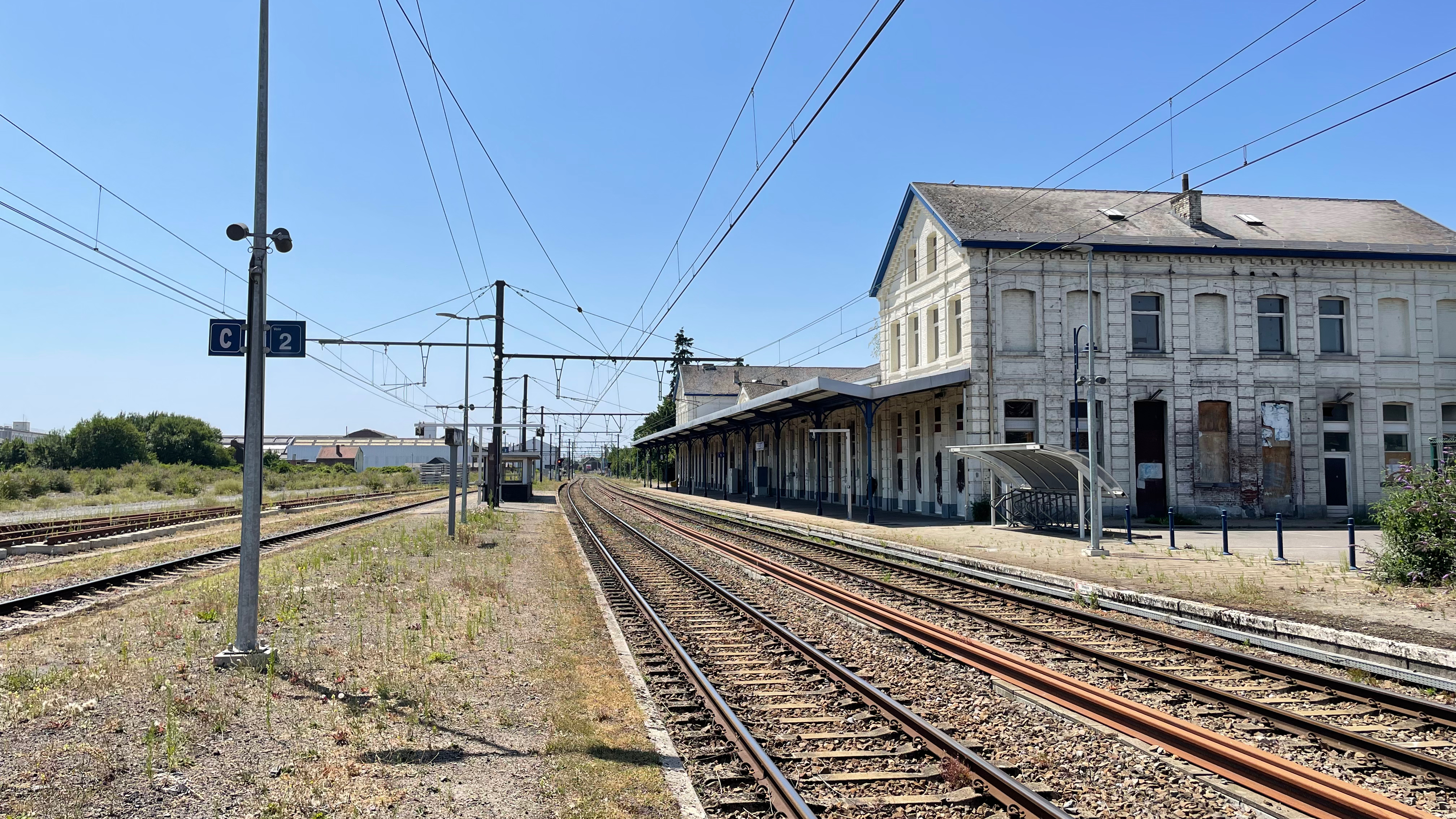
Intérieur de la gare.

## Histoire
La station d'Erquelinnes est mise en service le 6 novembre 1852, par la Compagnie du chemin de fer de Charleroi à la frontière de France, lorsqu'elle ouvre à l'exploitation sa ligne de Charleroi-Sud à Erquelinnes, actuelle ligne 130A. Elle devient une gare de la Compagnie du Nord - Belge lorsqu'elle reprend l'exploitation de la ligne le 1er janvier 1854.
Le 2 août 1855, la mise en service par les Chemins de fer du Nord de la section Saint-Quentin-Jeumont-Erquelinnes de la ligne de Creil à Jeumont (embranchée sur la ligne Paris-Bruxelles) donne à la gare d'Erquelinnes un caractère international.
Le 2 mai 1857, la Compagnie du chemin de fer du centre met en service la ligne de Haine-Saint-Pierre à Erquelinnes, actuelle ligne 108. L’État belge reprend la gestion de cette compagnie en 1870.
Au cours du XIXe siècle, le Nord - Belge construit un nouveau bâtiment voyageurs de grandes dimensions, eu égard à son statut de gare frontalière où ont lieu le contrôle douanier des voyageurs et des marchandises.
Le Nord - Belge est nationalisé en 1940. La Société nationale des chemins de fer belges (SNCB) électrifiera la ligne en 3 kV continu le 29 janvier 1965. Du côté français, la ligne a été électrifiée en 25 kV monophasé de 1961 à 1964.
Le trafic voyageurs de la ligne 108 cesse le 4 novembre 1962. Sur la ligne 130A, le trafic voyageurs décline peu à peu et les trains internationaux disparaissent complètement en 2015 jusqu'en 2018, où un discret service IC Namur-Charleroi-Maubeuge (sans arrêt à Erquelinnes) est instauré.
Le 10 septembre 2012, la SNCB met fin au service voyageur entre Erquelinnes et Jeumont. Les trains omnibus (puis S63) ont désormais leur terminus à Erquelinnes. À partir du 11 décembre 2022, une partie des trains S63 est à nouveau prolongée vers la France, avec terminus à Maubeuge, sans arrêt à Jeumont.

## Service des voyageurs

### Accueil
Halte SNCB, c'est un point d'arrêt non géré (PANG) à accès libre. Un buffet était installé dans l'ancien bâtiment voyageurs qui ne dispose plus de guichet.
Un souterrain permet la traversée des voies et le passage d'un quai à l'autre.

### Desserte
Erquelinnes est desservie par des trains Suburbains (S) de la SNCB, qui effectuent des missions sur la ligne 130A Charleroi - Erquelinnes en tant que ligne S63 du RER de Charleroi (voir brochure SNCB de la ligne 130A).
En semaine, la desserte cadencée à l'heure est constituée de trains S63 reliant Charleroi-Central à Erquelinnes ; une partie continuant ensuite vers Maubeuge. Ils sont renforcés par trois trains P ou S63 supplémentaires d’Erquelinnes à Charleroi-Sud (deux le matin, un l’après-midi) et trois trains S63 supplémentaires de Charleroi-Sud à Erquelinnes (un le matin, deux l’après-midi).
Les week-ends et jours fériés, la desserte est uniquement constituée de trains S63 circulant toutes les deux heures entre Charleroi-Central et Maubeuge.

### Intermodalité
Un parc pour les vélos et un parking pour les véhicules y sont aménagés. La gare est desservie par la ligne A du réseau français Stibus assurant la liaison entre Erquelinnes et Hautmont via Jeumont et Maubeuge. Elle est également desservie par les lignes 108 et 134/ du TEC Hainaut.

## Comptage voyageurs
Le graphique et le tableau montrent le nombre de passagers qui en moyenne embarquent durant la semaine, le samedi et le dimanche.
| Nombre de voyageurs qui embarquent à la gare d'Erquelinnes | Nombre de voyageurs qui embarquent à la gare d'Erquelinnes | Nombre de voyageurs qui embarquent à la gare d'Erquelinnes | Nombre de voyageurs qui embarquent à la gare d'Erquelinnes |
|                                                            | Semaine                                                    | Samedi                                                     | Dimanche                                                   |
| ---------------------------------------------------------- | ---------------------------------------------------------- | ---------------------------------------------------------- | ---------------------------------------------------------- |
| 1977                                                       | 638                                                        | 118                                                        | 122                                                        |
| 1978                                                       | 661                                                        | 199                                                        | 133                                                        |
| 1979                                                       | 642                                                        | 188                                                        | 137                                                        |
| 1980                                                       | 589                                                        | 159                                                        | 123                                                        |
| 1981                                                       | 594                                                        | 164                                                        | 153                                                        |
| 1982                                                       | 629                                                        | 148                                                        | 97                                                         |
| 1983                                                       | 627                                                        | 141                                                        | 106                                                        |
| 1984                                                       | 451                                                        | 83                                                         | 62                                                         |
| 1985                                                       | 607                                                        | 108                                                        | 79                                                         |
| 1986                                                       | 541                                                        | 120                                                        | 104                                                        |
| 1987                                                       | 488                                                        | 80                                                         | 152                                                        |
| 1988                                                       | 530                                                        | 94                                                         | 83                                                         |
| 1989                                                       | 484                                                        | 100                                                        | 81                                                         |
| 1990                                                       | 373                                                        | 60                                                         | 46                                                         |
| 1991                                                       | 443                                                        | 101                                                        | 67                                                         |
| 1992                                                       | 467                                                        | 116                                                        | 76                                                         |
| 1993                                                       | 392                                                        | 81                                                         | 51                                                         |
| 1994                                                       | 454                                                        | 126                                                        | 94                                                         |
| 1995                                                       | 382                                                        | 106                                                        | 68                                                         |
| 1996                                                       | 408                                                        | 70                                                         | 43                                                         |
| 1997                                                       | 493                                                        | 102                                                        | 59                                                         |
| 1998                                                       | 409                                                        | 110                                                        | 84                                                         |
| 1999                                                       | 342                                                        | 72                                                         | 67                                                         |
| 2000                                                       | 343                                                        | 62                                                         | 42                                                         |
| 2001                                                       | 387                                                        | 64                                                         | 55                                                         |
| 2002                                                       | 345                                                        | 62                                                         | 40                                                         |
| 2003                                                       | 355                                                        | 56                                                         | 64                                                         |
| 2004                                                       | 343                                                        | 50                                                         | 37                                                         |
| 2005                                                       | 345                                                        | 100                                                        | 39                                                         |
| 2006                                                       | 352                                                        | 56                                                         | 46                                                         |
| 2007                                                       | 339                                                        | 71                                                         | 42                                                         |
| 2008                                                       | -                                                          | -                                                          | -                                                          |
| 2009                                                       | 336                                                        | 59                                                         | 59                                                         |
| 2010                                                       | -                                                          | -                                                          | -                                                          |
| 2011                                                       | -                                                          | -                                                          | -                                                          |
| 2012                                                       | 367                                                        | 74                                                         | 78                                                         |
| 2013                                                       | 342                                                        | 79                                                         | 62                                                         |
| 2014                                                       | 360                                                        | 88                                                         | 48                                                         |
| 2015                                                       | 280                                                        | 103                                                        | 112                                                        |
| 2016                                                       | 294                                                        | 65                                                         | 89                                                         |
| 2017                                                       | 269                                                        | 121                                                        | 61                                                         |
| 2018                                                       | 254                                                        | 80                                                         | 74                                                         |
| 2019                                                       | 197                                                        | 93                                                         | 114                                                        |
| 2020                                                       | 200                                                        | 76                                                         | 47                                                         |
| 2021                                                       | -                                                          | -                                                          | -                                                          |
| 2022                                                       | 206                                                        | 87                                                         | 78                                                         |
| 2023                                                       | 161                                                        | 43                                                         | 39                                                         |
| 2024                                                       | 169                                                        | 26                                                         | 16                                                         |

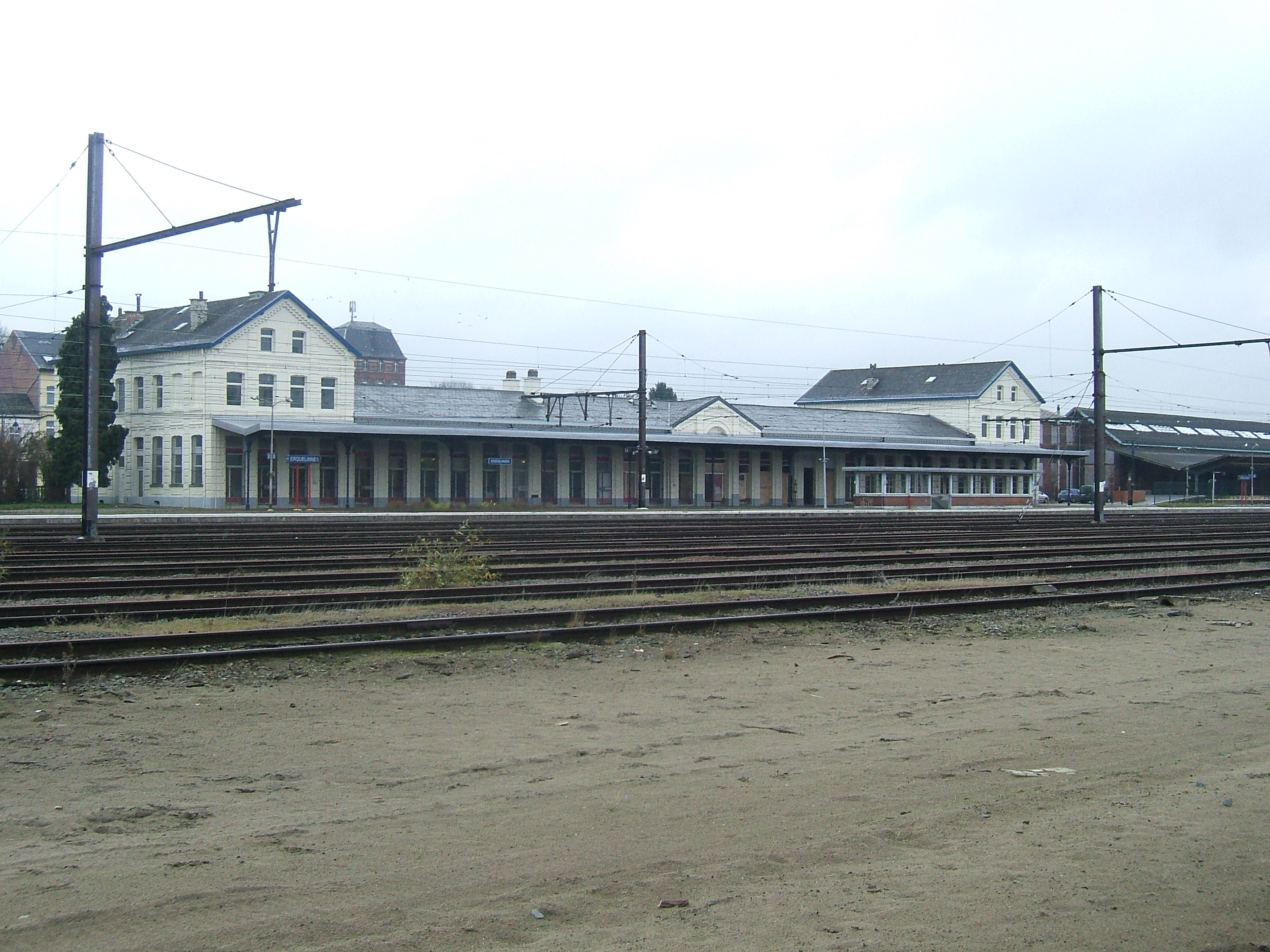
BV vu des voies.
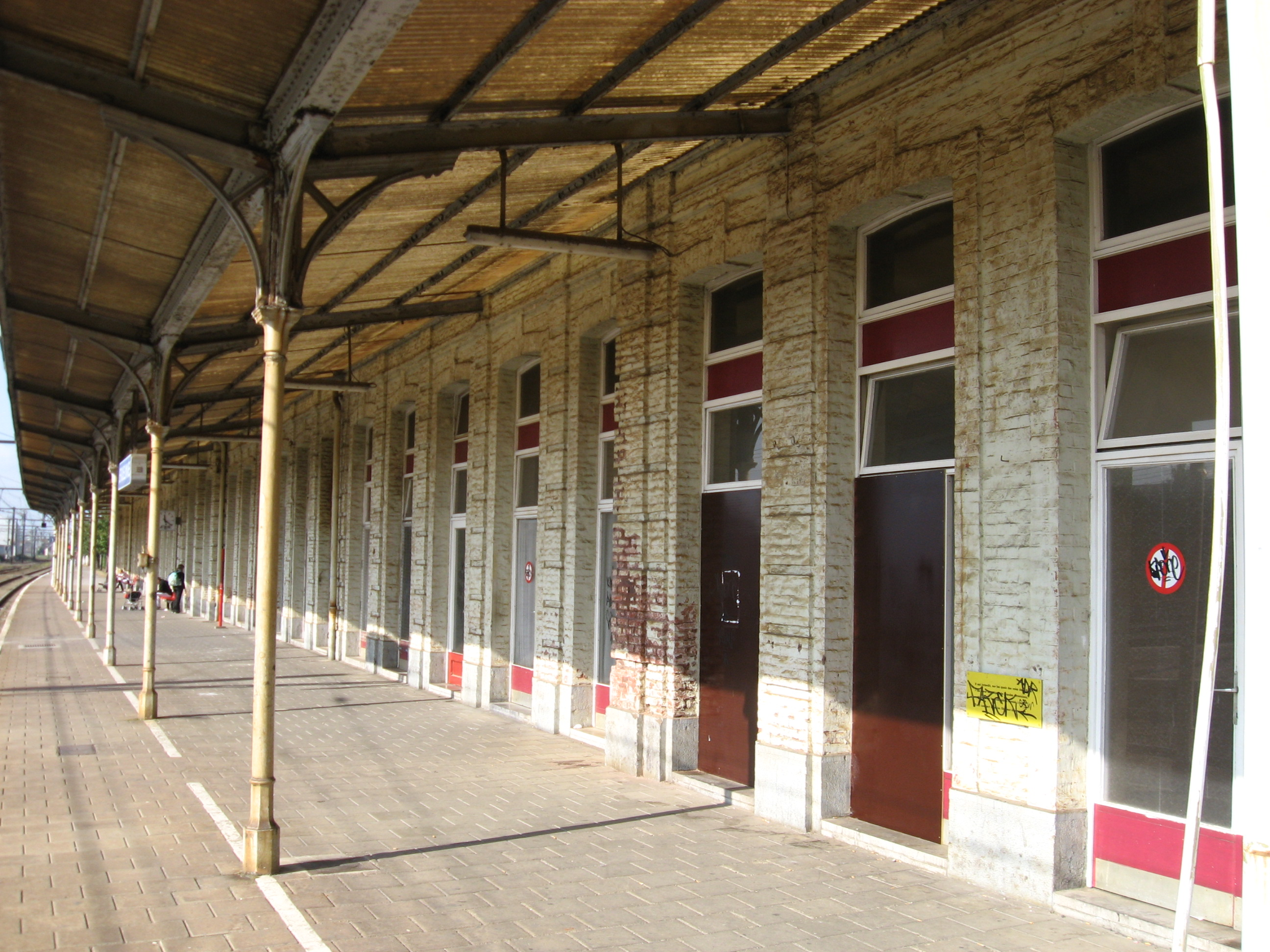
Quai et auvent.